# Бун'ят
Бун'ят (д/н — 782) — бухархудат (володар) Бухарської держави у 775—782 роках.

## Життєпис
Син Туксбади III, володаря Бухари. Виховувався в ісламському дусі. 775 року після смерті або загибелі брата Сукана посів трон.
776 року підтримав антиарабське повстання Муканни, внаслідок чого на бік останнього перейшов увесь Бухарський Согд. Проте Бун'ят і Муканна не змогли захопити Арк (цитадель Бухари), де засіла арабського залога. В подальшому брав участь у бойових діях проти халіфських військ до загибелі у 782 році.
Йому спадкував родич Абу Ісхак Ібрагім, що за різними відомостями панував до 785 чи 809 року, коли був остаточно відсторонений від влади. Тепер Бухарою керували намісники халіфа.